# Uns geht’s ja noch gold
Uns geht’s ja noch gold ist ein Roman von Walter Kempowski. Das Werk erschien 1972 und bildet den fünften Teil der Deutschen Chronik. Erzählt wird die Familiengeschichte der Jahre 1945 bis 1948 in Rostock.

## Handlung
Der Roman setzt nahtlos mit dem Schlussszenario von Tadellöser & Wolff ein: 1945, die Rote Armee marschiert in Rostock ein. Familie Kempowski erlebt Elend, Hunger, Plünderungen und Gewalttätigkeiten. Immerhin ist man nicht ausgebombt, hat noch etwas Geld, und zwischen Trümmerschutt und Ausgangssperren, Schwarzem Markt und Hamsterzügen versucht man, das bürgerliche Leben wieder aufzunehmen. Deswegen geht es einem ja noch »gold«.
Großvater de Bonsac, in Wandsbek ausgebombt, lebt und stirbt bei seiner Tochter in Rostock. Die Nachricht vom Tod Karl Kempowskis trifft ein. Es verbleiben Mutter Grethe und ihre Söhne Robert und Walter, die sich in den frühen Jahren der Sowjetischen Besatzungszone arrangieren müssen. Tochter Ulla ist mit ihrem Mann in Dänemark. Grethes Geschwister sind ebenso wie Tante Silbi im Westen.
Robert bringt wieder Schwung in die Familienfirma, während Walter in der Schule scheitert. Walter folgt einem guten Freund in den Westen, erst nach Hamburg, dann nach Wiesbaden. Er übergibt dem US-amerikanischen Geheimdienst CIC Konnossemente aus der Reederei, die beweisen, was die Sowjetunion an nicht vereinbarten Reparationsgütern aus ihrer Besatzungszone verschifft.
In der vermeintlichen Sicherheit eines Reisepapiers der US-Zone fährt er erneut nach Rostock, wo er umgehend verhaftet wird.

## Personen (Auswahl)

### Familie
Verwandtschaftsverhältnisse der im Roman vorkommenden Familienmitglieder
|                                |                                |                                |                                |                                |                                |  |  |                               |                               |                               |                               |                               |                               |  |  | Wilhelm de Bonsac                 |                                   |                                   |                                   |                                   |                                   |  |  |                  |                  |                  |                  |                  |                  |  |  |                   |                   |                   |                   |                   |                   |  |  |                 |                 |                 |                 |                 |                 |
|                                |                                |                                |                                |                                |                                |  |  |                               |                               |                               |                               |                               |                               |  |  |                                   |                                   |                                   |                                   |                                   |                                   |  |  |                  |                  |                  |                  |                  |                  |  |  |                   |                   |                   |                   |                   |                   |  |  |                 |                 |                 |                 |                 |                 |
|                                |                                |                                |                                |                                |                                |  |  |                               |                               |                               |                               |                               |                               |  |  |                                   |                                   |                                   |                                   |                                   |                                   |  |  |                  |                  |                  |                  |                  |                  |  |  |                   |                   |                   |                   |                   |                   |  |  |                 |                 |                 |                 |                 |                 |
| Sylvia Kempowski (Tante Silbi) | Sylvia Kempowski (Tante Silbi) | Sylvia Kempowski (Tante Silbi) | Sylvia Kempowski (Tante Silbi) | Sylvia Kempowski (Tante Silbi) | Sylvia Kempowski (Tante Silbi) |  |  | Karl Kempowski * 1898 † 1945  | Karl Kempowski * 1898 † 1945  | Karl Kempowski * 1898 † 1945  | Karl Kempowski * 1898 † 1945  | Karl Kempowski * 1898 † 1945  | Karl Kempowski * 1898 † 1945  |  |  | Grethe Kempowski (geb. de Bonsac) | Grethe Kempowski (geb. de Bonsac) | Grethe Kempowski (geb. de Bonsac) | Grethe Kempowski (geb. de Bonsac) | Grethe Kempowski (geb. de Bonsac) | Grethe Kempowski (geb. de Bonsac) |  |  | Hertha de Bonsac | Hertha de Bonsac | Hertha de Bonsac | Hertha de Bonsac | Hertha de Bonsac | Hertha de Bonsac |  |  | Richard de Bonsac | Richard de Bonsac | Richard de Bonsac | Richard de Bonsac | Richard de Bonsac | Richard de Bonsac |  |  | Lotti de Bonsac | Lotti de Bonsac | Lotti de Bonsac | Lotti de Bonsac | Lotti de Bonsac | Lotti de Bonsac |
| Sylvia Kempowski (Tante Silbi) | Sylvia Kempowski (Tante Silbi) | Sylvia Kempowski (Tante Silbi) | Sylvia Kempowski (Tante Silbi) | Sylvia Kempowski (Tante Silbi) | Sylvia Kempowski (Tante Silbi) |  |  | Karl Kempowski * 1898 † 1945  | Karl Kempowski * 1898 † 1945  | Karl Kempowski * 1898 † 1945  | Karl Kempowski * 1898 † 1945  | Karl Kempowski * 1898 † 1945  | Karl Kempowski * 1898 † 1945  |  |  | Grethe Kempowski (geb. de Bonsac) | Grethe Kempowski (geb. de Bonsac) | Grethe Kempowski (geb. de Bonsac) | Grethe Kempowski (geb. de Bonsac) | Grethe Kempowski (geb. de Bonsac) | Grethe Kempowski (geb. de Bonsac) |  |  | Hertha de Bonsac | Hertha de Bonsac | Hertha de Bonsac | Hertha de Bonsac | Hertha de Bonsac | Hertha de Bonsac |  |  | Richard de Bonsac | Richard de Bonsac | Richard de Bonsac | Richard de Bonsac | Richard de Bonsac | Richard de Bonsac |  |  | Lotti de Bonsac | Lotti de Bonsac | Lotti de Bonsac | Lotti de Bonsac | Lotti de Bonsac | Lotti de Bonsac |
|                                |                                |                                |                                |                                |                                |  |  |                               |                               |                               |                               |                               |                               |  |  |                                   |                                   |                                   |                                   |                                   |                                   |  |  |                  |                  |                  |                  |                  |                  |  |  |                   |                   |                   |                   |                   |                   |  |  |                 |                 |                 |                 |                 |                 |
|                                |                                |                                |                                |                                |                                |  |  |                               |                               |                               |                               |                               |                               |  |  |                                   |                                   |                                   |                                   |                                   |                                   |  |  |                  |                  |                  |                  |                  |                  |  |  |                   |                   |                   |                   |                   |                   |  |  |                 |                 |                 |                 |                 |                 |
| Sven Sörensen                  | Sven Sörensen                  | Sven Sörensen                  | Sven Sörensen                  | Sven Sörensen                  | Sven Sörensen                  |  |  | Ulla Sörensen, geb. Kempowski | Ulla Sörensen, geb. Kempowski | Ulla Sörensen, geb. Kempowski | Ulla Sörensen, geb. Kempowski | Ulla Sörensen, geb. Kempowski | Ulla Sörensen, geb. Kempowski |  |  | Robert Kempowski                  | Robert Kempowski                  | Robert Kempowski                  | Robert Kempowski                  | Robert Kempowski                  | Robert Kempowski                  |  |  | Walter Kempowski | Walter Kempowski | Walter Kempowski | Walter Kempowski | Walter Kempowski | Walter Kempowski |  |  |                   |                   |                   |                   |                   |                   |  |  |                 |                 |                 |                 |                 |                 |
| Sven Sörensen                  | Sven Sörensen                  | Sven Sörensen                  | Sven Sörensen                  | Sven Sörensen                  | Sven Sörensen                  |  |  | Ulla Sörensen, geb. Kempowski | Ulla Sörensen, geb. Kempowski | Ulla Sörensen, geb. Kempowski | Ulla Sörensen, geb. Kempowski | Ulla Sörensen, geb. Kempowski | Ulla Sörensen, geb. Kempowski |  |  | Robert Kempowski                  | Robert Kempowski                  | Robert Kempowski                  | Robert Kempowski                  | Robert Kempowski                  | Robert Kempowski                  |  |  | Walter Kempowski | Walter Kempowski | Walter Kempowski | Walter Kempowski | Walter Kempowski | Walter Kempowski |  |  |                   |                   |                   |                   |                   |                   |  |  |                 |                 |                 |                 |                 |                 |
|                                |                                |                                |                                |                                |                                |  |  |                               |                               |                               |                               |                               |                               |  |  |                                   |                                   |                                   |                                   |                                   |                                   |  |  |                  |                  |                  |                  |                  |                  |  |  |                   |                   |                   |                   |                   |                   |  |  |                 |                 |                 |                 |                 |                 |
|                                |                                |                                |                                | Mette Sörensen                 |                                |  |  |                               |                               |                               |                               |                               |                               |  |  |                                   |                                   |                                   |                                   |                                   |                                   |  |  |                  |                  |                  |                  |                  |                  |  |  |                   |                   |                   |                   |                   |                   |  |  |                 |                 |                 |                 |                 |                 |

#### Hertha de Bonsac
Wohnt in Berlin, wo Walter sie auf seiner Fahrt in das Erzgebirge Anfang 1947 besucht. Sie ist mit Onkel Ferdinand verheiratet und hat drei Töchter, die auch schon verheiratet sind.

#### Wilhelm de Bonsac
Vater von Grethe Kempowski. Er ist in Rostock, seitdem er in Wandsbek ausgebombt worden war (→ Tadellöser & Wolff; »alles verbrannt, verbrannt, verbrannt«). Er ist bei Kriegsende fast 80 Jahre alt und senil. Im Januar 1947 verstirbt er.

#### Grethe Kempowski, geb. de Bonsac
Bei Kriegsende in Rostock. Hält die Wohnung im 2. Stock in Ordnung und freut sich, nicht ausgebombt zu sein. Sie zeigt einen nicht ermüdenden Willen, für ihren Vater und ihre Söhne zu sorgen und meistert alle Situationen aufrecht und stark. Nachdem der Beschluss gefasst ist, dass Walter in den Westen geht, macht sie sich daran, die wichtigsten Habseligkeiten in Päckchen und Paketen zu ihren Geschwistern nach Hamburg zu schicken, um sie dort später wieder nutzen zu können.

#### Karl Kempowski †
Als Offizier im Osten eingesetzt hat man bei Kriegsende in Rostock keine Nachricht von ihm. Anfang 1946 kommt die Mitteilung, dass er eine Woche vor Kriegsende auf der Frischen Nehrung gefallen sei.

#### Robert Kempowski
Ist bei Kriegsende Soldat und in Rostock hat man keine Nachricht von ihm. Trifft im Herbst 1945 aus sowjetischer Gefangenschaft wieder zuhause ein. Bringt die Firma wieder in Schwung. Anfang 1948 fährt er immer abends nach Warnemünde, weil er da „’ne kleine Freundin“ hätte.

#### Sylvia, geb. Kempowski
(genannt Tante Silbi) lebt bei Kriegsende "arm wie eine Kirchenmaus" in Schleswig-Holstein. Als Walter die Schule verlassen muss, wird sein Verhalten mit ihrem verglichen: Tagelang im Bett gelegen, zu faul für irgendwas.

#### Walter Kempowski
Ich-Erzähler. Bei Kriegsende in Rostock. Führt das Leben eines Jugendlichen in den Trümmern und Wirren nach Kriegsende. Als die Schule wieder öffnet, scheitert er und fliegt heraus. Er erhält eine Lehrstelle in einer Druckerei, danach fungiert er als Lektor. Freundet sich mit Fritz Legeune an und folgt dem nach Wiesbaden, wo er in einer US-amerikanischen Arbeitskompanie ein prächtiges Leben führt. Von den Verwandten in Hamburg wird er bei zwei Aufenthalten dort eher geduldet als willkommen geheißen. In dem Moment, in dem er sich gänzlich sicher fühlt, reist er nochmals nach Rostock, um dort ganz schnell verhaftet zu werden.

#### Ulla Sörensen
geb. Kempowski. Ist noch während des Krieges mit ihrem Mann in dessen Heimat nach Dänemark gegangen. Bis zum Jahreswechsel 1945/46 ist Tochter Mette bereits geboren. Sie schickt wunderbare Versorgungspakete an ihre Mutter und Brüder, ist ansonsten aber ganz in ihrer neuen Welt aufgegangen.

### Andere

#### Cornelli
»ein so durch und durch feiner Mann.« Weinhändler, bei dem schweren Bombenangriff auf Rostock ausgebombt. Lagert gerettete, jedoch rasch aufgebrauchte Restbestände Wein bei Brausehersteller Dr. Krause. Anthroposoph. Seine Frau war ganz bewußt gestorben: »Krepps«. Er hilft der Familie mit viel Zuspruch, ab und an auch mit kleinen Zuwendungen.

#### Fritz Legeune
(Aussprache: ləʒœn) Wird 1946 in Rostock enger Freund von Walter. War "mit viel Geld" aus Königsberg gekommen, Vater Arzt. Geht nach dem Abitur in den Westen und landet in Wiesbaden bei den Amerikanern. Er fleht Walter an, nicht zu reisen, als der sich entschlossen hat, einen Besuch in Rostock zu machen.

#### Müller
genannt "KZ Müller". Arbeiter. Als Bezirksältester eingesetzt. "Edelkommunist", in einer requirierten Villa wohnend, wo eine Zeit lang jeden Samstag "Ringelpietz mit Anfassen" für die Jugendlichen stattfindet. Er ist ein gütiger Betreuer der Gruppe; seine Erfahrungen als KZ-Häftling haben ihn milde gestimmt. Er trinkt.

#### Sodemann
Prokurist in der Reederei der Kempowskis. Eine "Högfeldt-Type mit Knubbel-Nase". Nazi gewesen. Den Krieg über nicht eingezogen worden, sondern die Firma weiter geführt. Nachdem er das Kontor aufgeräumt hat und Grethe vorwirft, sich nicht selbst gekümmert zu haben, findet er anderweitige Anstellung.

#### Eberhard Subjella
"Hauptperson" in der Clique, mit der man sich jeden Tag im Lesecafé trifft. Lila Sonnenbrille stets auf der Nase. Hatte bei Kriegsende 100 Liter reinen Alkohol beiseitegeschafft und ist damit nun fein raus. Wegen Kinderlähmung nicht eingezogen worden. In → Ein Kapitel für sich wird klar, dass er mit der Verhaftung der Familie Kempowski zu tun hatte.

### Erinnerte

#### Robert William Kempowski
An ihren Großvater denken Robert und Walter, als sie einen Rundgang durch Rostock machen und am Palast-Theater vorbeikommen. Da habe man den alten Herrn mal in seinem Rollstuhl hineingehievt. Der sei ein Original gewesen, sowas gäb's nicht wieder.

#### August Menz
Betörte Grethe de Bonsac auf der Hochzeitsfeier von Karl Kempowskis Schwester (→ Aus großer Zeit). Grethe kann nicht aufhören, sich seiner zu erinnern. Cornelli weiß zu erzählen, dass er bei Kriegsende auf seinem Gut bei Bodenhagen erst seine Familie und dann sich selbst erschossen habe.

## Gliederung und Inhalt
(Zusammenstellung auf der Grundlage der Taschenbuchausgabe München 1975, Deutscher Taschenbuch Verlag Nr. 1090)
Die für Kempowski typische Technik der literarischen Collage verwendet der Autor in diesem Roman in den Inhalten der wiedergegebenen Erzählungen der handelnden Personen, die häufig Erlebtes und Gefühltes ohne direkten Zusammenhang aneinander reihen und so ein Gesamtbild entstehen lassen.
Ich-Erzählung durch Walter Kempowski.
Der Autor stellt dem Roman ein »Alles frei erfunden!« voran.
Kapitel
1. Die Rote Armee hat Rostock besetzt und treibt es wild. Die Bevölkerung deckt sich so gut es geht mit herrenlos gewordenen Lagerbeständen an Lebensmitteln ein. (S. 7 bis 18)
2. Grethe und Walter müssen im Haus bei Russen saubermachen. In der Stadt ist das Plündern freigegeben. Cornelli kommt zu Besuch und berichtet über Vergewaltigung und Erschießung gemeinsamer Bekannter. Man sinniert gemeinsam über die nun überwundene Nazi-Zeit. Walter will Holz "organisieren" und wird von Russen bedrängt. (S. 19 bis 32)
3. Freund Manfred besucht Walter und redet über allerlei Themen in recht naiver Art. Die beiden gehen auf Erkundungstour in Dr. Krauses Brausefabrik nebenan; viel ist nicht mehr zu finden. (S. 33 bis 46)
4. Ein erster Gottesdienst in der Marienkirche findet statt. Viele sind gekommen, auch streicht ein einzelner Sowjetsoldat störend aber letztlich harmlos durch die Reihen. Die vielen Bekannten, die man wieder trifft, tauschen sich über erlebte Vergewaltigungen und sonstiges aus. Walter muss zum Arbeitseinsatz in den Kornspeicher, anschließend zum Landeinsatz nach Nieder-Vietschow. Zuhause wird die Wohnung von einem russischen Offizier durchsucht, der sich reichlich bedient. (S. 47 bis 70)
5. Walter wird zur Dienstleistung im Arbeitsamt verpflichtet: für 50 Pf. die Stunde Karteien bearbeiten. Die Jugendlichen arrangieren sich mit kleinen Vergnügungen. (S. 71 bis 83)
6. Es finden Veranstaltungen statt, bei denen über die Verbrechen der Nazis informiert wird. Als Betreuer der Jugendlichen tritt Müller auf, ein recht gutmütiger Funktionär des neuen Regimes. Bei Müller wird jeden Samstag heftig gefeiert. Er verschafft Walter die Möglichkeit, Bücher für das Haus "der kommunistischen Jugend" zu sortieren. (S. 84 bis 99)
7. Großvater de Bonsac sammelt Holz aus den Trümmern, Grethe Kempowski kümmert sich um de Lebensmittelversorgung und man hat einen Schrebergarten bekommen. Allgemein wird gehungert; Kempowskis genießen jedoch die angelegten Vorräte. Trotzdem wurden stundenlange Fußmärsche auf das Land unternommen, um Wurzeln, Roggen und Kartoffeln einzutauschen. Prokurist Sodemann erscheint und beklagt, dass er sich allein hätte um die Firma kümmern müssen. (S. 100 bis 115)
8. Die Rückkehr des Nachbarn Dr. Krause führt Walter in eine Krise, da er aus dessen Wohnung Bücher mitgenommen hatte, die nun voller Reue zurückzugeben sind. Robert kehrt heim; er erzählt, wie er sich durchgeschlagen hat – und gesund sei er geblieben. Beim Rundgang der Brüder durch die Stadt erinnern sie sich, träumen und machen vage Pläne. Robert bekommt dank Walters Kontakt eine Anstellung als Schreiber im Elektrizitätswerk. (S. 116 bis 131)
9. Die Jugendclique trifft sich täglich im "Lesecafé". Subjella sorgt für Schnaps und gibt den Ton an. Grethe Kempowski sieht diesen Umgang ihrer Söhne nicht gerne. Bei einem Hausfest bei Subjella macht Walter erste Erfahrungen, da Mädchen dabei sind und viel geküsst wird. (S. 132 bis 150)
10. Im Oktober 1945 wurden die Schulen wieder geöffnet. Der neue Schulleiter, Dr. Matthes, führt in die "neue Zeit" ein. Wenn einmal wieder Unrecht geschehe, müssten alle gleichzeitig NEIN sagen. Walters Schulfreund Ulli Prüter stirbt an Fleckfieber. (S. 151 bis 172)
11. Im außergewöhnlich kalten Winter 1945/46 wird frierend Weihnachten gefeiert – so gut es geht. (S. 173 bis 185)
12. Das neue Jahr beginnt mit dem Empfang des ersten Briefs von Ulla Sörensen, geb. Kempowski, aus Dänemark. Sie berichtet von der Geburt ihrer Tochter Mette. Auch mit anderen Familienangehörigen setzt nun reger Schriftwechsel ein. Die Nachricht trifft ein, dass Vater Karl Kempowski eine Woche vor Kriegsende gefallen ist. Es folgt die Schilderung wilder, grotesker Feierei im Kegellokal Wilhelmsburg, wo besonders Robert (im Frack seines Vaters) sich sinnlos betrinkt: Es sei noch nicht definitiv, dass der Vater tot sei; ansonsten aber am besten: »alles vollkotzen und in die Ecke scheißen«! (S. 186 bis 200)
13. Walters schulische Leistungen sind miserabel. Als der Unterricht in Französisch gestrichen und dafür Russisch eingeführt wird, unterschreibt Walter wie alle anderen eine Resolution dagegen. Er meldet sich immer häufiger mit dem Vorwand, Magenschmerzen zu haben, aus dem Unterricht ab. Er geht dann spazieren, später setzt er sich in ein Caféhaus. Dann geht er dazu über, bis mittags im Bett zu bleiben, wenn seine Mutter und sein Bruder nicht im Haus sind. Die Schule besucht er nicht mehr, sondern geht regelmäßig zu einem neuen Freund außerhalb Rostocks. Eines Tages ist Direktor Matthes gekommen, um sich nach Walters Befinden zu erkundigen. Damit fliegt die Sache auf und Walter bekommt den blauen Brief und wird von der Schule geworfen. (S. 201 bis 236)
14. Großvater de Bonsac geht mit Walter durch die Buchhandlungen der Stadt, um eine Lehrstelle zu finden – ohne Erfolg. Im Kontor werden Reparationslieferungen für die Sowjetunion abgewickelt und in der Familie fragt man sich, ob das alles rechtens sein könne. Robert beginnt, Kopien von den Frachtbriefen zu sammeln. Walter neginnt, sich auf dem Schwarzmarkt als Schieber zu betätigen. (S. 237 bis 266)
15. Im September 1946 erhält Walter eine Lehrstelle in einer Druckerei, die Robert ihm besorgt hat. Im Wahlkampf lernt Walter bei der LDP Fritz Legeune kennen. Die beiden verbindet ihre bürgerliche Herkunft. Sie diskutieren über Zukunftsperspektiven, vom Gang in den Westen bis zum Freitod. (S. 267 bis 286)
16. Zu Weihnachten 1946 treffen Pakete von Ulla aus Dänemark ein. Auch eine riesige Büchse Schmalz trifft aus Chicago von Freunden des Großvaters ein. Der liegt fast nur noch im Bett und friert, hat keine Lust mehr, will gerne heimkehren zu seiner guten Martha. Zwei Wochen später verstirbt Wilhelm de Bonsac, einen Tag vor seinem 80. Geburtstag. Walter wird vom Lehrherrn zum Einkauf von Papier in das Erzgebirge geschickt. Beim Aufenthalt in Berlin: Eindrücke der Not dort, auch des Auftretens der Westalliierten. Er besucht seine Tante Hertha und reist weiter nach Dresden. Dort eine Nacht auf dem Polizeirevier, weil er nur ein Ausweispapier hat, auf dem noch ein Hakenkreuz ist. In tiefstem Winterwetter weiter zur Papierfabrik bei Penig, wo er wie ein Kunde in Friedenszeiten empfangen. Auf einer weiteren geschäftlichen Reise wird er von einem Russen begleitet und erlebt freudvolle Momente in Berlin. Fritz Legeune teilt nach bestandenem Abitur mit, nun in den Westen gehen zu wollen. Beim Abschied ruft Walter ihm zu: ich komme nach! (S. 287 bis 304)
17. Der Firma sind die Befrachtungen für die Besatzungsmacht weggenommen worden, das Geschäft liegt brach. Einmal die Woche wird noch ein Kühne & Nagel Lastwagen nach Lübeck abgefertigt. Walter steigt zum Lektor auf, da der Druckereibesitzer einen Verlag aufbauen will. Fritz Legeune schreibt aus Wiesbaden, dass es ihm in einer amerikanischen Arbeitskompanie richtig gut gehe; Walter solle kommen. Als er seiner Mutter und seinem Bruder mitteilt, diesen Schritt machen zu wollen, reagiert Robert spontan erbost. Schließlich ergibt sich aber der Plan, dass Walter voraus geht, um Quartier zu machen, und Robert Stück für Stück die wichtigste Habe in den Westen schickt. Die Frachtbriefe müsse Walter natürlich mitnehmen und "drüben" vorzeigen. Die Goldene Uhr des Großvaters steckt er für Onkel Richard in seinen Strumpf. Die Urne mit der Asche des Großvaters kommt in den Koffer. Am 29. November 1947 geht es los. Bis Herrnburg auf einem Lastwagen, dort zu Fuß über die nahe Zonengrenze. »Nie wieder, das schwor man sich, nie wieder würde man zurückgehen«, denkt er. (S. 305 bis 320)
18. In Hamburg ist das Willkommen verhalten. Die Verwandten haben, jeder für sich, mit sich selbst genug zu tun. Onkel Richard zeigt sich desinteressiert, wundert sich über die goldene Uhr und dass Walter die so unvorsichtig transportiert hat. Walter versucht, sich anzumelden und scheitert, da er keine Zuzugsgenehmigung vorweisen kann. Damit besteht weder Aussicht auf Unterkunft noch Arbeitserlaubnis oder Lebensmittelkarten. Mit 1,80 Mark in der Tasche fährt Walter nach Wiesbaden. (S. 321 bis 332)
19. Fritz Legeune empfängt Walter und nimmt ihn mit in das Hotel, in dem er als Angehöriger einer amerikanischen Arbeitskompanie wohnt. Es mangelt an nichts, die Stimmung ist ausgelassen. Tagsüber muss Walter umherlaufen, da er nur von 22:00 bis 06:00 Uhr in die Unterkunft kann. Den Heiligabend 1947 verbringen die Freunde im Hotel. Im Januar wird Walter zum Geheimdienst CIC gerufen und übergibt dort die Frachtbriefe. Als Dank bekommt er 2 Stangen Camel Zigaretten. Auf Nachfrage wird er für eine symbolische Sekunde verhaftet und unmittelbar wieder entlassen. Nun könne er ordentliche Papiere bekommen und in die Arbeitskompanie aufgenommen werden. Er bekommt eine Stelle in der Sales Commissary ("Schlaraffenland"). Im Februar hört Walter, dass ein deutscher CIC Mitarbeiter nach Rostock fahre. Mit Interzonenpaß. Er fragt sich, warum er das nicht auch tue? Ganz legal? Fritz Legeune bittet ihn bis zur Abfahrt des Zuges, nicht zu fahren. Walter fährt über Hamburg, wo er erneut bei den Verwandten hereinschaut. (S. 333 bis 364)
20. In Rostock angekommen berichtet Walter seiner Mutter und seinem Bruder von den Erlebnissen. Bei einem Rundgang durch die Stadt trifft er viele Bekannte, auch den CIC-Mann. Abends berichtet Grethe Kempowski von 300 nach Hamburg geschickten Päckchen mit Habseligkeiten. Sorgen machen ihr die schönen Bilder, die man aber wohl bei Cornelli unterstellen könne. Im Morgengrauen des folgenden Tags wird Walter abgeholt und verhaftet. »Da werde ich schön was zu erzählen haben«, denkt er. (S. 365 bis 371)

## Rezeption
»In der Beschränkung, die Kempowski sich auferlegt, liegt seine Stärke: die Wahl der privaten Perspektive, der >bürgerliche< Blickwinkel seiner Familie und ihres Rostocker Ambiente in den Jahren 1939-1948 macht das erinnerte Milieu geradezu zum Paradigma des Zeitalters, gibt dem >Mann auf der Straße< von damals sein gültiges Profil.« (Günter Kunert, Die Welt)

## Buchausgaben
- München 1972: Carl Hanser Verlag. 371 Seiten. ISBN 978-3-446-11620-7 gebunden. (Der Preis dieser gebundenen Erstausgabe bei Hanser betrug 26,80 DM.)
- Gütersloh 1974: Bertelsmann. 371 Seiten. Mitgliederausgabe
- München 1975: dtv. 371 Seiten. ISBN 978-3-423-01090-0 kartoniert (17 Auflagen bis 1996) dtv Nr. 1090 und 8417, 8619 als Sonderausgaben
- Stuttgart 1977: Deutscher Bücherbund. 371 Seiten. Mitgliederausgabe
- Frankfurt am Main, Wien, Zürich 1977: Büchergilde Gutenberg. 371 Seiten. ISBN 978-3-7632-2018-2 Mitgliederausgabe
- Hamburg 1979: Knaus. 371 Seiten. ISBN 978-3-8135-8585-8 Neu durchgesehene Sonderausgabe
- München 2017: Penguin Verlag. 370 Seiten. ISBN 978-3-328-10108-6 Broschur

Ferner mehrere Auflagen im Gesamtwerk der Deutschen Chronik im btb Verlag.
Es ist eine online Version im Knaus Verlag abrufbar.
In den 1970er Jahren wurden auch vom Autor gelesene Auszüge als Vinyl-Schallplatten auf den Markt gebracht.

## Verfilmung
Im ZDF-Mehrteiler Ein Kapitel für sich verfilmte Eberhard Fechner im Jahr 1979 den Stoff von Uns geht’s ja noch gold und Ein Kapitel für sich.